# つる姫じゃ〜っ!
『つる姫じゃ〜っ!』（つるひめじゃ〜っ）は、土田よしこによる日本の漫画作品。また、それを原作としたテレビアニメ。『週刊マーガレット』（集英社）にて、1973年17号から1979年の35号にかけて連載された。単行本はオリジナルのマーガレット・コミックス版が全11巻（集英社刊）、愛蔵版全3巻（中央公論社刊）、中公コミック・スーリ版全10巻、中公文庫コミック版全6巻（中央公論社刊）、ベストセレクション全1巻（復刊ドットコム刊）、電子書籍の完全復刻版全9巻（Amazon Kindle版）。

## 概要
型破りなヒロイン、つる姫を主人公にした少女漫画。スラップスティック・ギャグで構成されている。

## 登場人物
つる姫
声 - 坂本千夏
本作の主人公。ハゲマス城の姫。寺子屋小学校の5年生でもある。小さい時に母を亡くしているため、時々寂しい思いをしている。幼い時はかなり内気な性格だったが、幼い時の高熱の治療がもとで見事な「カッパ禿」状態になり、性格も変わってしまった。
ブスで、不潔で、ずうずうしく、周りに迷惑ばかりかけている。いつも着ている着物は、つる姫のハゲにぴったりの井桁模様の柄。血液型はD型。テストはいつも0点ばかり。彼女の手料理を食べた者は下痢をする。裁縫をすると布は全て雑巾になるが、編み物は一応出来る。お小遣いは月に500円、城の誰かによくたかる。星座は射手座。夏休みの宿題は大抵終わっていない。物語中盤辺りから、足袋を作って家老にプレゼントをしたり、家老の悪口を言ったイネに意見したりする等、家老に対する感謝と思いやりの気持ちを見せたり、作業の途中鎌で腕を切ってしまい、泣きながらも稲刈りを続けたりする等、（特に精神面で）初盤より目に見えて成長している様子がうかがえる。
最終回で殿が実母そっくりの相手と再婚が決まった時、彼女は自分にも優しい彼女と父との結婚を認めながらも違和感を覚える。そして考えた末、「帰って来た時、きちんと『ただいま』と言えるようになりたいから」と言って、一人旅に出る。
イネ
声 - 青木和代
つる姫付きの女中。常に鼻毛が出ていて、眼鏡をかけている。鼻の右側にほくろが一つ。つる姫は腕力でも口論でも彼女に勝てない。年齢不詳。誕生日は9月17日（乙女座）。つる姫に対し、厳しく接することが多いが、時折優しさを見せることもある。金銭面ではがっちりしている。ボーイフレンドが多いが、本命には振られた。三波春夫の熱血的な大ファン。実家には、両親の他、兄が一人、妹が一人（タネ）、ペットのモモタロー（牛）がいる。時間外労働が大嫌い。
最終回近くで、殿の再婚相手と噂され、自分でもその気になるが、結局は別人と分かり、落胆する。
殿
声 - キートン山田
ハゲマス城城主。つる姫の父親。つる姫をいつも気にかけているが、仕事で忙しく相手をすることができないこともある。中年を過ぎ、太り気味。いつも羽織り袴を着ている。袴を脱ぐと結構ガニマタ。酔っぱらうと、裸踊りをするらしい。髪の毛が薄くなることを、密かに気にしている。家老とよく将棋を指している。
家老
声 - 緒方賢一
ハゲマス城の家老。つる姫が小さい頃から面倒を見ているが、つる姫に振り回されて、過労気味。ガリガリにやせている。誕生日は12月の初旬。持病は関節炎。家では夫婦喧嘩をよくやっており、毎度負けるが、基本的に夫婦仲は良い。婿養子で、13人の子持ち。
殿とは、若い頃からの付き合いで、よく将棋を指している。
物語後半から、日頃面倒を見ていることをつる姫に感謝されることが増える。また彼も、そんな姫の成長を見て、感涙することが多くなる。
泥八
声 - 富山敬

カミナリ小僧
声 - 林原めぐみ
落雷と共にハゲマス城に侵入。つる姫にイナズマンビームを喰らわせ、彼女のヘソを狙ったものの、あまりの汚さに吐き気をもよおしてしまう。そこへ意識を取り戻したつる姫に強制的にヘソを交換させられ、重態に陥る。本名はピカ夫。
おはな
声 - かないみか
つる姫のクラスメイト。優等生的な可愛い女の子で、髪をツインテールに結い、花模様の着物を着ている。クラスの男子にも人気があるが、彼女自身は太郎のことを密かに想っている。そのため太郎をいじめるつる姫と喧嘩するが、逆に太郎への想いをつる姫に暴露され、男子たちが大騒ぎになることも。
連載後半になると、喧嘩の場面が減り、一緒に仲良く遊ぶ場面が増える。
太郎
声 - 篠原あけみ
つる姫のクラスメイト。ハンサムで真面目だが気の弱い男の子。最初はつる姫にいつもいじめられていたが、連載後半になると普通に友達付き合いできるようになる。
サル助
声 - 高木渉
ハゲマス城の若手の家来（小姓）。小柄で小姓特有の髷を結っている。又五郎と一緒に仕事をしていることが多い。つる姫に雑用を言い付けられたり、相手をさせられたりしている。
又五郎
声 - 菊池正美
ハゲマス城の若手の家来（小姓）。サル助と比べるとやや背が高く、茶髪の髪を結っているが、前髪は残っている。サル助とまとめて、「サルマタ」と呼ばれる。
吾作
声 - 麻丘夏未
つる姫のクラスメイトで、クラスのリーダー格。茂作と一緒につる姫をからかったり、つる姫と遊んだりする。兄弟が村一番多い。丸い模様の服を着ている。
最終回近くでは、稲刈りをしたことがないつる姫に鎌を貸し、刈り方を教えるなど、友好的な場面が増える。
茂作
声 - 水原リン
つる姫のクラスメイト。頭にリボンをつけている。吾作と一緒につる姫をからかったり、つる姫と遊んだりする。血液型がつる姫と一緒のD型。いつもハートの柄の服を着ている。
元内先生
声 - 河合義雄
ヒゲを生やした初老の先生。つる姫によるストレスが原因で体重が減ったり、病気になったりしている（時々、強気で殴ることもあり）。奥さんと2人で暮らしており、子供はいない。つる姫はクラスメイトたちと共に先生の家に遊びに行くこともある。
最終回でつる姫を見かけるが、彼女が長旅に出る所とまでは気付かなかった。
かめ姫
声 - 江森浩子
ハゲマス城の近くにある亀山城に住んでいるお姫様。小学校4年生。やることなすこと全てが遅く、つる姫も調子が外れっぱなし。いつもはペットの亀とかけっこしているらしい。気も長いが息も長い。しかし泳ぎが下手なので、水泳教室ではバカメと呼ばれていた。スキーもつる姫たちに教わって、滑ることができるようになった。実は亀姫だけがどんくさいのではなく、亀山城の近辺全てが遅い。季節もずれており、4月に梅が咲き、8月に梅雨が来る。
最終回ではつる姫が旅立つと知り、同行を決心する。
ハゲタカ
声 - 河合義雄
ハゲマス城の裏にあるハゲ山に住んでいた鳥。ギャーと鳴くだけだが、つる姫とは意志が通じる。水玉模様のリボンはつる姫につけてもらった。つる姫にしょっちゅう食べられそうになり、苦労している。連載期間中に恋人ができたが、その後は不詳。
逆蛍光禿
隣の国の殿様。ハゲマス城50周年の時にやって来たのを皮切りに、時々訪れるようになる。殿に再婚をすすめたり、つる姫の見合いの写真を撮ろうとしたりした。
五郎
つる姫のクラスに転校して来た少年。母子家庭で、母と共に薬売りをしている。現代のマッシュルームに近い髪型で、黒っぽい着物を着る。
ハンサムで優等生で性格も良く、優等生キャラクターの太郎と似た感じだが、太郎より随分しっかりしている。
つる姫と相思相愛になり、城のみんなにも歓迎されるが、旅館の宿泊代が無くなり、涙ながらに城下町を去る。

## イメージソング
- 『つる姫じゃ〜っ!』（シングルレコード）
  - 1976年3月21日発売。
  - 作詞・作曲：まことちゃん（楳図かずおの変名）、編曲：高田弘、歌：つる姫（朝倉理恵）、家来たち（エコノミック・アニマルズ）
  - B面：「月になった恋人」（作詞：山口洋子、作曲・編曲：坂田晃一、歌：朝倉理恵）

## 書誌情報
集英社のマーガレット・コミックス版、中央公論社の愛蔵版、文庫版の他、中公コミック・スーリから全10巻が刊行されたが全て絶版。2015年10月24日、復刊ドットコムより『つる姫じゃ～っ！ベストセレクション』として復刊。内容は中央公論社愛蔵版版の再編集となっている。2022年3月13日、Amazon Kindleより『完全復刻版 つる姫じゃ〜っ！』として復刊。

### マーガレット・コミックス版全11巻（集英社刊）
1. 『つる姫じゃ～っ！』 1巻、集英社〈マーガレット・コミックス 152〉、1974年5月20日。
2. 『つる姫じゃ～っ！』 2巻、集英社〈マーガレット・コミックス 178〉、1975年2月20日。
3. 『つる姫じゃ～っ！』 3巻、集英社〈マーガレット・コミックス 203〉、1975年9月20日。
4. 『つる姫じゃ～っ！』 4巻、集英社〈マーガレット・コミックス 221〉、1976年2月20日。
5. 『つる姫じゃ～っ！』 5巻、集英社〈マーガレット・コミックス 282〉、1977年5月20日。
6. 『つる姫じゃ～っ！』 6巻、集英社〈マーガレット・コミックス 331〉、1978年3月20日。
7. 『つる姫じゃ～っ！』 7巻、集英社〈マーガレット・コミックス 401〉、1979年4月30日。
8. 『つる姫じゃ～っ！』 8巻、集英社〈マーガレット・コミックス 435〉、1979年10月30日。
9. 『つる姫じゃ～っ！』 9巻、集英社〈マーガレット・コミックス 441〉、1979年11月30日。
10. 『つる姫じゃ～っ！』 10巻、集英社〈マーガレット・コミックス 474〉、1980年4月30日。
11. 『つる姫じゃ～っ！』 11巻、集英社〈マーガレット・コミックス 528〉、1980年11月30日。

### 愛蔵版全3巻（中央公論社刊）
1. 『つる姫じゃ～っ！』 1巻、中央公論社〈愛蔵版シリーズ〉、1988年11月10日。ISBN 4-12-001738-9。
2. 『つる姫じゃ～っ！』 2巻、中央公論社〈愛蔵版シリーズ〉、1988年12月10日。ISBN 4-12-001739-7。
3. 『つる姫じゃ～っ！』 3巻、中央公論社〈愛蔵版シリーズ〉、1989年1月10日。ISBN 4-12-001740-0。

### 中公コミック・スーリ版全10巻（中央公論社刊）
1. 『つる姫じゃ～っ！』 1巻、中央公論社〈中公コミック・スーリ〉、1990年3月20日。ISBN 978-4-12-410343-4。
2. 『つる姫じゃ～っ！』 2巻、中央公論社〈中公コミック・スーリ〉、1990年3月20日。ISBN 978-4-12-410344-1。
3. 『つる姫じゃ～っ！』 3巻、中央公論社〈中公コミック・スーリ〉、1990年3月20日。ISBN 978-4-12-410345-8。
4. 『つる姫じゃ～っ！』 4巻、中央公論社〈中公コミック・スーリ〉、1990年4月20日。ISBN 978-4-12-410346-5。
5. 『つる姫じゃ～っ！』 5巻、中央公論社〈中公コミック・スーリ〉、1990年4月20日。ISBN 978-4-12-410347-2。
6. 『つる姫じゃ～っ！』 6巻、中央公論社〈中公コミック・スーリ〉、1990年4月20日。ISBN 978-4-12-410348-9。
7. 『つる姫じゃ～っ！』 7巻、中央公論社〈中公コミック・スーリ〉、1990年5月20日。ISBN 978-4-12-410349-6。
8. 『つる姫じゃ～っ！』 8巻、中央公論社〈中公コミック・スーリ〉、1990年5月20日。ISBN 978-4-12-410350-2。
9. 『つる姫じゃ～っ！』 9巻、中央公論社〈中公コミック・スーリ〉、1990年6月20日。ISBN 978-4-12-410351-9。
10. 『つる姫じゃ～っ！』 10巻、中央公論社〈中公コミック・スーリ〉、1990年6月20日。ISBN 978-4-12-410352-6。

### 中公文庫コミック版全6巻（中央公論社刊）
1. 『つる姫じゃ～っ！』 1巻、中央公論社〈中公文庫コミック版 つ1-1〉、1995年7月18日。ISBN 978-4-12-202377-2。
2. 『つる姫じゃ～っ！』 2巻、中央公論社〈中公文庫コミック版 つ1-2〉、1995年7月18日。ISBN 978-4-12-202378-9。
3. 『つる姫じゃ～っ！』 3巻、中央公論社〈中公文庫コミック版 つ1-3〉、1995年7月18日。ISBN 978-4-12-202379-6。
4. 『つる姫じゃ～っ！』 4巻、中央公論社〈中公文庫コミック版 つ1-4〉、1995年9月18日。ISBN 978-4-12-202430-4。
5. 『つる姫じゃ～っ！』 5巻、中央公論社〈中公文庫コミック版 つ1-5〉、1995年9月18日。ISBN 978-4-12-202431-1。
6. 『つる姫じゃ～っ！』 6巻、中央公論社〈中公文庫コミック版 つ1-6〉、1995年9月18日。ISBN 978-4-12-202432-8。

### ベストセレクション全1巻（復刊ドットコム刊）
- 『つる姫じゃ～っ！ベストセレクション』復刊ドットコム、2015年10月24日。ISBN 978-4-8354-5232-6。 - 注釈：愛蔵版（中央公論社、1988年～1989年刊）の改題、一部改訂・加筆。

### 完全復刻版（電子書籍）全9巻（Amazon Kindle刊）
1. 『完全復刻版 つる姫じゃ〜っ！』 1巻、アニマルハウス〈Kindle版（電子書籍）〉、2022年3月13日。ASIN B09VGL3M64。
2. 『完全復刻版 つる姫じゃ〜っ！』 2巻、アニマルハウス〈Kindle版（電子書籍）〉、2022年3月13日。ASIN B09VGM7HZ7。
3. 『完全復刻版 つる姫じゃ〜っ！』 3巻、アニマルハウス〈Kindle版（電子書籍）〉、2022年3月13日。ASIN B09VGMRPB2。
4. 『完全復刻版 つる姫じゃ〜っ！』 4巻、アニマルハウス〈Kindle版（電子書籍）〉、2022年6月23日。ASIN B0B51Q8GK3。
5. 『完全復刻版 つる姫じゃ〜っ！』 5巻、アニマルハウス〈Kindle版（電子書籍）〉、2022年6月23日。ASIN B0B51QDR7W。
6. 『完全復刻版 つる姫じゃ〜っ！』 6巻、アニマルハウス〈Kindle版（電子書籍）〉、2022年6月23日。ASIN B0B51NGJLD。
7. 『完全復刻版 つる姫じゃ〜っ！』 7巻、アニマルハウス〈Kindle版（電子書籍）〉、2022年9月14日。ASIN B0BFDWF64H。
8. 『完全復刻版 つる姫じゃ〜っ！』 8巻、アニマルハウス〈Kindle版（電子書籍）〉、2022年9月14日。ASIN B0BFDQ1RR4。
9. 『完全復刻版 つる姫じゃ〜っ！』 9巻、アニマルハウス〈Kindle版（電子書籍）〉、2022年9月14日。ASIN B0BFDRMD74。

### アンソロジー収録作品
- 別冊宝島編集部 編『いきなり最終回　名作マンガのラストシーン再び』JICC出版局〈PART2〉、1991年5月。ISBN 978-4-7966-0134-4。 - 注釈：『つる姫じゃ～っ!』の最終回を収録。
  - 別冊宝島編集部 編『いきなり最終回』 2巻、JICC出版局〈宝島文庫〉、1993年4月15日。ISBN 978-4-7966-0598-4。 - 注釈：『つる姫じゃ～っ!』の最終回を収録。
- 恩田陸 編『少女たちの覚醒』筑摩書房〈ちくま文庫［け-6-8］現代マンガ選集 ＝ Anthologie du manga contemporain〉、2020年12月10日。ISBN 978-4-480-43678-8。 - 注釈：『つる姫じゃ～っ!』より「いい旅しよう!の巻」を収録。

## アニメ版
- 1990年1月9日から同年12月25日[3]まで、日本テレビほかにて放送された。全49話。ローカル枠だったため、放送されなかった地域も多い。

### スタッフ
- 企画：武井英彦（日本テレビ）、嶋中行雄（中央公論社）
- 原作：土田よしこ（中央公論社刊・愛蔵版、たのしい幼稚園）
- キャラクター設定/総作画監督：遊佐和重
- 美術監督：勝又アイ子
- 撮影監督：森口洋輔
- 音響監督：千葉耕市
- 音楽：近藤浩章
- 音響プロデューサー：千田啓子（クルーズ）
- プロデューサー：福与雅子（日本テレビ）、谷田部雄次（アウベック）、松浦賢子（アウベック）
- 監督：小華和ためお
- 脚本：谷田部雄次、海老沼三郎、水出弘一、多地映一、早川正、大山歳郎、池田きぬ代、秋野京子、小華和ためお、江上潔、牛草健、うえだしげる、南波千浪、他
- 絵コンテ・演出：小華和ためお、うえだしげる、牛草健、窪秀巳、渡辺信一郎、金子康良、太田博光、坂田純一、江上潔、南波千浪、木下敏治、岡田聡、ささきこういち、山口美浩、芝崎素子、吉田俊司、わたなべひろし、岡戸知日、佐々木よし子、ムトウユージ、他
- シリーズ構成：海老沼三郎
- 作画監督：遊佐和重、木下裕孝、谷口守泰、中村亜貴子、村中博美、松下佳弘、小村敏明、森中正春、太田博光、大島りえ、柳野龍男、金子康良、わたなべひろし、松本勝次、佐々木よし子、宮崎なぎさ、宇都木勇、林一哉、内田順久、他
- 背景：アテネアートスタジオ
- 撮影：スタジオウッド
- 効果：佐藤一俊
- 調整：依田章良
- 編集：松村将弘、岡田輝満
- 現像：東京現像所
- タイトル：マキ・プロ
- 広報担当：鈴木康子
- 制作担当：石坂透
- 製作：日本テレビ、中央公論社、アウベック

### 主題歌
- OP：『はちゃめちゃ姫』（作詞：SCEANA-417-しいな、作曲・編曲・歌：かまいたち、レーベル：VAP）
- ED：『へのへのもへじ』（作詞：SCEANA-417-しいな、作曲・編曲・歌：かまいたち、レーベル：VAP）

### 放送リスト
| 放送日        | 回数 | サブタイトル                         | 脚本         | 絵コンテ       | 演出           | 作画監督       |
| ------------- | ---- | ------------------------------------ | ------------ | -------------- | -------------- | -------------- |
| 1990年 1月9日 | 1    | つる姫ただいま参上の巻               | 谷田部雄次   | 小華和ためお   | うえだしげる   | 遊佐和重       |
| 1月16日       | 2    | おできができた～!の巻                | 谷田部雄次   | 牛草健         | 牛草健         | 木下裕孝       |
| 1月16日       | 2    | スケートはコリゴリの巻               | 谷田部雄次   | 窪秀巳         | 窪秀巳         | 谷口守泰       |
| 1月23日       | 3    | うるわしき師弟愛の巻                 | 海老沼三郎   | 窪秀巳         | 窪秀巳         | 中村亜貴子     |
| 1月23日       | 3    | 防火訓練、火事のもとの巻             | 桶谷顕       | 渡辺信一郎     | 牛草健         | 村中博美       |
| 1月30日       | 4    | 福はウチ～・鬼はソト～の巻           | 水出弘一     | 窪秀巳         | 窪秀巳         | 松下佳弘       |
| 1月30日       | 4    | 家老の誕生日の巻                     | 海老沼三郎   | 金子康良       | 金子康良       | こむらとしあき |
| 2月6日        | 5    | キュッキュッ寒風まさつの巻           | 多地映一     | 牛草健         | 牛草健         | 森中正春       |
| 2月6日        | 5    | ぬくぬくぬっくりの巻                 | 早川正       | 太田博光       | 太田博光       | 太田博光       |
| 2月13日       | 6    | 涙!サルマタの友情の巻                | 桶谷顕       | 渡辺信一郎     | うえだしげる   | 大島りえ       |
| 2月13日       | 6    | ペンダントがほしい～の巻             | 早川正       | 坂田純一       | 江上潔         | 遊佐和重       |
| 2月20日       | 7    | ちょきちょき貯金箱の巻               | 大山歳郎     | 窪秀巳         | 窪秀巳         | 木下裕孝       |
| 2月20日       | 7    | ききめバッチリ毛はえ薬の巻           | 大山歳郎     | 南波千浪       | 南波千浪       | 柳野龍男       |
| 3月6日        | 8    | 今日は楽しい“ヒナ祭り”の巻           | 水出弘一     | 木下敏治       | 岡田聡         | 松本勝次       |
| 3月6日        | 8    | わたしをさらって!の巻                | 多地映一     | 木下敏治       | 木下敏治       | 松本勝次       |
| 3月13日       | 9    | 辻斬りが出た～っ!の巻                | 水出弘一     | 江上潔         | 江上潔         | 中村亜貴子     |
| 3月13日       | 9    | モデルはつらいョ!の巻                | 大山歳郎     | 牛草健         | 牛草健         | 谷口守泰       |
| 3月20日       | 10   | 学校はたのしいネッ!?の巻             | 海老沼三郎   | 渡辺信一郎     | うえだしげる   | 村中博美       |
| 3月20日       | 10   | あなたは兄上さま!!の巻               | 大山歳郎     | 金子康良       | 金子康良       | 金子康良       |
| 3月27日       | 11   | 桜でサクラン??の巻                   | 大山歳郎     | 南波千浪       | 南波千浪       | 松下佳弘       |
| 3月27日       | 11   | 成績発表がこわ～い!の巻              | 早川正       | 江上潔         | 江上潔         | 太田博光       |
| 4月3日        | 12   | 春風さんにもいろいろあるの?の巻      | 水出弘一     | 牛草健         | 牛草健         | 大島りえ       |
| 4月3日        | 12   | はかない恋の巻                       | 大山歳郎     | 江上潔         | 江上潔         | 木下裕孝       |
| 4月10日       | 13   | 面接試験はたのしいな!の巻            | 水出弘一     | 木下敏治       | 岡田聡         | 松本勝次       |
| 4月10日       | 13   | 一年生はかわいいねの巻               | 水出弘一     | 小華和ためお   | うえだしげる   | 渡辺浩         |
| 4月17日       | 14   | アレルギーはいやがレルギー!?の巻     | 早川正       | ささきこういち | ささきこういち | 佐々木よし子   |
| 4月17日       | 14   | イネさんがお見合いを?の巻            | 大山歳郎     | 南波千浪       | 南波千浪       | 宮崎なぎさ     |
| 4月24日       | 15   | 激写!熱写!の巻                       | 水出弘一     | 江上潔         | 江上潔         | 中村亜貴子     |
| 4月24日       | 15   | かめひめじゃーっ!の巻                | 海老沼三郎   | うえだしげる   | うえだしげる   | 大島りえ       |
| 5月8日        | 16   | 空とぶ円盤がやってきたの巻           | 池田きぬ代   | 山口美浩       | 江上潔         | 松下佳弘       |
| 5月8日        | 16   | 温泉はたのしの巻                     | 大山歳郎     | うえだしげる   | うえだしげる   | 木下裕孝       |
| 5月15日       | 17   | 母上からのプレゼントの巻             |              |                |                |                |
| 5月15日       | 17   | イネには負けその巻                   |              |                |                |                |
| 5月22日       | 18   | ハゲマス城創立記念日の巻             |              |                |                |                |
| 5月22日       | 18   | いい趣味もとうの巻                   |              |                |                |                |
| 5月29日       | 19   | 筋肉モリモリの巻                     |              |                |                |                |
| 5月29日       | 19   | ステキな転入生の巻                   |              |                |                |                |
| 6月5日        | 20   | 馬屋におひっこしの巻                 |              |                |                |                |
| 6月5日        | 20   | 人喰いニワトリ、ミッシェルの巻       |              |                |                |                |
| 6月12日       | 21   | 家賃なんてヤチンらんねえの巻         |              |                |                |                |
| 6月12日       | 21   | 新婚生活はたのしーの巻               |              |                |                |                |
| 6月19日       | 22   | 父の日のプレゼントの巻               |              |                |                |                |
| 6月19日       | 22   | 長屋ともおわかれの巻                 |              |                |                |                |
| 6月26日       | 23   | イネ姫じゃーっ!の巻                  |              |                |                |                |
| 6月26日       | 23   | 死闘!女対女の巻                      |              |                |                |                |
| 7月3日        | 24   | 雨にあるけばの巻                     |              |                |                |                |
| 7月3日        | 24   | テルテル大魔人の巻                   |              |                |                |                |
| 7月10日       | 25   | ムシムシイライラの巻                 |              |                |                |                |
| 7月10日       | 25   | 天才少女つる姫ちゃんの巻             |              |                |                |                |
| 7月17日       | 26   | つる姫ロボットの巻                   |              |                |                |                |
| 7月17日       | 26   | さびしいピクニックの巻               |              |                |                |                |
| 7月24日       | 27   | 歓迎マリーアンコロネット姫の巻       |              |                |                |                |
| 7月24日       | 27   | つる姫の国際親善の巻                 |              |                |                |                |
| 7月31日       | 28   | イネさんの妹はタネちゃんの巻         |              |                |                |                |
| 7月31日       | 28   | 亀ちゃんのセミ捕り物語の巻           |              |                |                |                |
| 8月7日        | 29   | あまりにもオバケさんの巻             |              |                |                |                |
| 8月7日        | 29   | 海はひどいなおおきいなの巻           |              |                |                |                |
| 8月14日       | 30   | イネさんの夏季休暇の巻               | 早川正       | うえだしげる   | うえだしげる   | 宇都木勇       |
| 8月14日       | 30   | ヘーソーの危機だドの巻               | 水出弘一     | 南波千浪       | 南波千浪       | 林一哉         |
| 8月21日       | 31   | ドキドキ海の救助隊員の巻             | 池田きぬ代   | 山口美浩       | 山口美浩       | 松下佳弘       |
| 8月21日       | 31   | お化け屋敷のカンバン娘の巻           | 大山歳郎     | 芝崎素子       | 岡田聡         | 松本勝次       |
| 8月28日       | 32   | スイカーマンはだれだ!?の巻           | 秋野京子     | 吉田俊司       | 吉田俊司       | 宇都木勇       |
| 8月28日       | 32   | 亀ちゃんのカメ泳ぎ完成!!の巻         | 小華和為雄   | うえだしげる   | うえだしげる   | 遊佐和重       |
| 9月4日        | 33   | 歓迎!迷走台風の巻                    | 早川正       | 太田博光       | 太田博光       | 太田博光       |
| 9月4日        | 33   | 恐怖の新学期の巻                     | 大山歳郎     | 牛草健         | 牛草健         | 大島りえ       |
| 9月11日       | 34   | かぐや姫じゃーっ!の巻                | 池田きぬ代   | 山口美浩       | 山口美浩       | 村中博美       |
| 9月11日       | 34   | おはぎお化けも彼岸までの巻           | 小華和為雄   | うえだしげる   | うえだしげる   | 松下佳弘       |
| 9月18日       | 35   | 父兄会はつかれるよの巻               | 大山歳郎     | 芝崎素子       | 岡田聡         | 松本勝次       |
| 9月18日       | 35   | ペンフレンドがやってきたの巻         | 早川正       | 渡辺浩         | 渡辺浩         | わたなべひろし |
| 9月25日       | 36   | つる姫ちゃんはおりこうちゃんの巻     | 早川正       | 岡戸知日       | 佐々木よし子   | 佐々木よし子   |
| 9月25日       | 36   | カメ姫ちゃんの運動会の巻             | 江上潔       | 江上潔         | 江上潔         | 林一哉         |
| 10月2日       | 37   | ハゲの秘密の巻                       | 牛草健       | 牛草健         | 牛草健         | 宇都木勇       |
| 10月2日       | 37   | ヤッホー!家老一家の巻                | 南波千浪     | 南波千浪       | 南波千浪       | 大島りえ       |
| 10月9日       | 38   | 恐怖のカッパ娘の巻                   | うえだしげる | うえだしげる   | うえだしげる   | 内田順久       |
| 10月9日       | 38   | イネさんいくつ?の巻                  | 大山歳郎     | 山口美浩       | 山口美浩       | 松下佳弘       |
| 10月16日      | 39   | も～みじめ!!の巻                     |              |                |                |                |
| 10月16日      | 39   | 友情は雲の彼方…の巻                  |              |                |                |                |
| 10月23日      | 40   | 亀ちゃんと大ゲンカの巻               |              |                |                |                |
| 10月23日      | 40   | 家事はおまかせ!の巻                  |              |                |                |                |
| 10月30日      | 41   | 仏様は神様です!!の巻                 |              |                |                |                |
| 10月30日      | 41   | たいくつだァたいくつだァの巻         |              |                |                |                |
| 11月6日       | 42   | つるとかめのフシギな一日の巻         |              |                |                |                |
| 11月6日       | 42   | 体育館ができるんだってェ!!の巻       |              |                |                |                |
| 11月13日      | 43   | イネサんに引きずられてピクニックの巻 |              |                |                |                |
| 11月13日      | 43   | つる姫のお見合いの巻                 |              |                |                |                |
| 11月20日      | 44   | ミッシェル対カメ姫の巻               |              |                |                |                |
| 11月20日      | 44   | いい旅しようの巻                     |              |                |                |                |
| 11月27日      | 45   | ゲーップ!食欲の秋の巻                |              |                |                |                |
| 11月27日      | 45   | 火のよーじんの巻                     |              |                |                |                |
| 12月4日       | 46   | 死斗!亀ちゃんのドッジボール!の巻     |              |                |                |                |
| 12月4日       | 46   | 感傷の秋だもんねー!!の巻             |              |                |                |                |
| 12月11日      | 47   | しこたまボーナスの巻                 |              |                |                |                |
| 12月11日      | 47   | さよなら雪ん子の巻                   |              |                |                |                |
| 12月18日      | 48   | 大そうじテキパパの巻                 |              |                |                |                |
| 12月18日      | 48   | 年越し大忘・新年会の巻               |              |                |                |                |
| 12月25日      | 49   | えっ!父上とイネさんが?の巻           |              |                |                |                |
| 12月25日      | 49   | つる姫ちゃんお元気で!の巻            |              |                |                |                |

### ネット局
| 放送期間（または、放送体制） | 放送時間           | 放送局         | 対象地域       | 備考                                                                                 |
| ---------------------------- | ------------------ | -------------- | -------------- | ------------------------------------------------------------------------------------ |
| 1990年1月9日 - 12月25日      | 火曜 17:00 - 17:30 | 日本テレビ     | 関東広域圏     | 製作局                                                                               |
|                              |                    | テレビ新潟     | 新潟県         |                                                                                      |
| 1990年4月3日 - 3月12日       | 火曜 17:00 - 17:30 | テレビ金沢     | 石川県         | 1990年4月の開局直後よりネット開始。                                                  |
| 遅れネット                   | 月曜 17:00 - 17:30 | 福島中央テレビ | 福島県         |                                                                                      |
|                              | 火曜 17:30 - 18:00 | テレビ信州     | 長野県         | テレビ朝日系列とのクロスネット局。                                                   |
|                              | 火曜 17:00 - 17:30 | 広島テレビ     | 広島県         | 3ヶ月（第12話）で打ち切り、後番組として『NG騎士ラムネ&40』（テレビ東京）を放送した。 |
|                              | 水曜 17:00 - 17:30 | 西日本放送     | 香川県・岡山県 |                                                                                      |
|                              | 月曜 17:00 - 17:30 | 福岡放送       | 福岡県         |                                                                                      |
|                              | 木曜 17:00 - 17:30 | 熊本県民テレビ | 熊本県         |                                                                                      |

### 原作版との相違点
- 「キュッキュッ寒風まさつ」の巻（第5回Aパート）
  - 原作版で家老に命じられて寒風まさつをやらされていたのはつる姫だけであるが、アニメ版ではサル助と又五郎も巻き添えを食って寒風まさつをつる姫と一緒にやらされると言う内容に変更されている。
- 「ハゲマス城創立記念日」の巻（第18回Aパート）
  - 原作版では逆蛍光禿から贈られた純金で出来た殿の像をつる姫が倒して壊し、怒り心頭の逆蛍が「ハゲマス城の未来は明るいわ」と皮肉混じりに締めくくって終わるが、アニメ版では倒した純金の像が金メッキが施されただけの銅像だとわかり、殿が激怒して逆蛍とケンカになると言うオリジナルの演出が追加された。
- 「体育館ができるんだってェ!!」の巻（第42回Bパート）
  - 原作版では寺子屋小学校の木造校舎を鉄筋造りに立て替えるためのバザーであるが、アニメ版では体育館を建てるためのバザーに変更。